# Barbus gurneyi
Barbus gurneyi és una espècie de peix cipriniforme de la família dels ciprínids.

## Morfologia
Els mascles poden assolir els 10 cm de longitud total.

## Distribució geogràfica
Es troba a KwaZulu-Natal (Sud-àfrica).